# نیوبیوم منوکسید
نیوبیوم منوکسید (به انگلیسی: Niobium monoxide) با فرمول شیمیایی NbO یک ترکیب شیمیایی است؛ که جرم مولی آن 108.906 g/mol می‌باشد. شکل ظاهری این ترکیب، جامد خاکستری است.